# Vitagraph Studios
Vitagraph Studios ou Vitagraph Company of America foi um estúdio de cinema estadunidense, fundado por James Stuart Blackton e Albert E. Smith em 1897. Em 1907, foi a mais prolífica companhia produtora de filmes. A Vitagraph foi comprada pela Warner Bros. em 1925.

## Histórico
Em 1896, o imigrante inglês Blackton foi trabalhar clandestinamente como artista e repórter do New York Evening World, quando foi enviado para entrevistar Thomas Edison sobre seu novo projetor de filmes. O inventor sugeriu ao repórter que comprasse um set de filmagens e um projetor. Um ano depois, Blackton e seu parceiro de negócios Smith fundaram a American Vitagraph Company, em competição direta com Edison. Um tercerio parceiro, o distribuidor William "Pop" Rock, foi acresentado na virada do século. A primeira companhia se localizava no último piso do edifício Nassau Street, em Manhattan. As operações foram mudadas, posteriormente, para Flatbush, Brooklyn (ou mais precisamente Midwood, no Brooklyn), em Nova Iorque.
O primeiro passo para a fama veio através da produção de cinejornais: cinegrafistas da Vitagraph estavam no local para a filmagem de eventos da Guerra Hispano-Americana de 1898. Esses curta-metragens estão entre as primeiras filmagens em movimento com objetivo de propaganda, e alguns, devido às falhas, acabaram sendo vendidos como imagens de acontecimentos reais. A Batalha of Santiago Bay foi filmada em uma banheira improvisada, com a "fumaça de batalha" fornecida pelo cigarro da Sra. Blackton.
A Vitagraph não foi a única empresa a ganhar dinheiro com as invenções de Edison, e os advogados de Edison estavam muito ocupados entre 1890 e 1900, tentando processar os concorrentes por violação de patente. Blackton fez o seu melhor para evitar processos pela compra de uma licença especial de Edison, em 1907, e por concordar em oferecer muitos dos filmes mais populares de Edison para distribuição.

## Vitagraph Girl

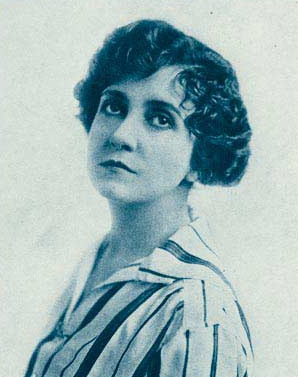
Florence Turner, a "Vitagraph Girl".

Em 1906, a atriz Florence Turner entrou na indústria cinematográfica assinando contrato com o Vitagraph Studios, e fez seu primeiro filme em 1907, Cast Up by the Sea (1907). Na época, não havia “estrelas”de cinema, a menos que uma estrela já famosa no teatro fizesse um filme. Os artistas ainda não eram creditados, assim como não havia ainda se pensado em creditar outros participantes do filme, apenas era mostrado o filme e a empresa cinematográfica. Como o conteúdo dos filmes havia evoluído de simples incidentes ou situações para histórias definitivas, alguns dos heróis e heroínas foram apresentando uma vaga identidade, como aconteceu com Florence Turner, que passou a ser conhecida como "Vitagraph Girl".
Embora ela tenha se tornado conhecida apenas como "Vitagraph Girl" no início dos filmes de curta-metragem, Turner se tornou a mais popular atriz a aparecer na tela (na época ainda dominada pelo cinema francês, especialmente pelas empresas Pathé e Gaumont). Seu valor para o estúdio, através de sua grande bilheteria, reconheceu-se em 1907, quando seu salário foi aumentado para $22 por semana. Era um pouco menos do que os principais atores do sexo masculino, especialmente aqueles com experiência em teatro, particularmente o super-popular Maurice Costello. Em março de 1910, ela e Florence Lawrence, a “Biograph Girl”, tornaram-se os primeiros artistas da tela que não eram previamente famosos por outros meios, a terem seus nomes divulgados pelos estúdios para o público em geral.

## Contribuição para o cinema

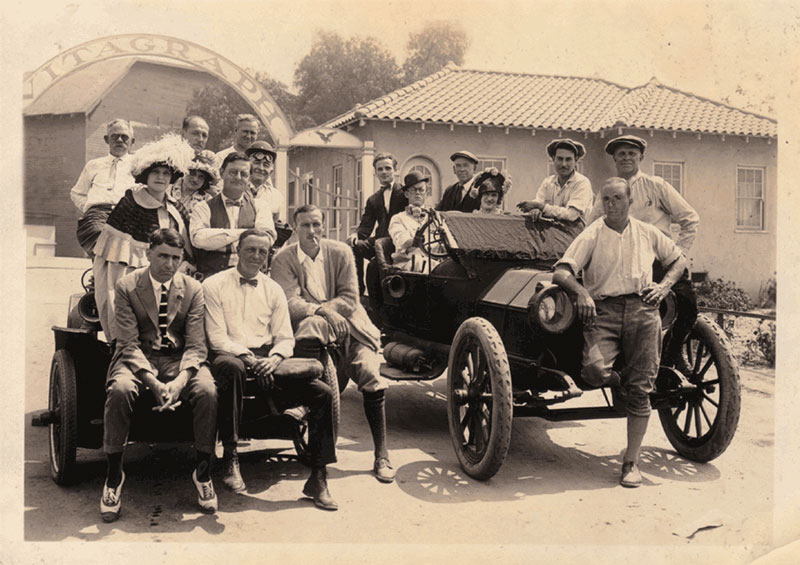
Vitagraph Studios, foto de Robert Monroe.

A American Vitagraph Company contribuiu de muitas formas para a história da produção cinematográfica. Foi uma das 10 empresas de produção original a ser incluída na tentativa de Edison Studios em fazer filmes, a "Motion Picture Patents Company", em 1909. Suas estrelas incluíam Florence Turner (a "Vitagraph Girl", uma das primeiras estrelas de cinema do mundo), Maurice Costello (o primeiro ídolo das matinês), Harry T. Morey, e Jean (o "Vitagraph Dog" e o primeiro animal estelar da era do cinema mudo).
Em  1903, o diretor Joseph Delmont iniciou sua carreira produzindo westerns, e mais tarde ficou famoso com o uso de "carnívoros selvagens" em seus filmes - uma sensação para a época. Laurence Trimble (Larry Trimble) foi um famoso diretor de filmes de Turner e Jean (ele também era o dono do cachorro). John Bunny fez filmes para a Vitagraph nos anos 1910, a maior parte deles co-estrelado por Flora Finch, e foi o comediante de cinema mais popular do mundo nos anos antes de Charlie Chaplin; sua morte, em 1915, foi noticiada em todo o mundo.
Em 1910, um grande número de cinemas mostraram as cinco partes do seriado da Vitagraph The Life of Moses (com um total de quase 90 minutos), tornando-se um dos muitos a reclamar o título de "o primeiro filme". A produção de 1915 The Battle Cry of Peace (escrita e dirigida por Blackton) foi uma das grandes propagandas filmadas da Primeira Guerra Mundial. Ironicamente, depois da América declarar guerra, o filme foi modificado para o relançamento, porque era visto como não sendo suficientemente pró-guerra, assim também ganhou seu  lugar na história do censura.
Em 1915, a Vitagraph, juntamente com a Lubin, a Selig e a Essanay, formaram a V-L-S-E, para distribuir seus filmes. Em 1919, comprou a Kalem Company. Em 1917, Blackton deixou a Vitagraph, dedicando-se à produção independente, mas voltou ao estúdio em 1923, numa fase em que a Vitagraph vinha perdendo sua importância, mediante o advento da Paramount Pictures e da Metro.

## Encerramento
A Primeira Guerra Mundial marcou o início do fim para a Vitagraph. Com a perda de distribuidoras estrangeiras e a ascensão das grandes companhias de produção e distribuição cinematográfica, a Vitagraph foi lentamente afastada do negócio. Para piorar as coisas, Larry Semon, o seu ator de comédia foi sempre muito popular, mas também constantemente drenava as finanças da empresa com as suas produções espetaculares e caras. Em 22 de abril de 1925, o proprietário da Vitagraph, Albert E. Smith, vendeu a companhia para a Warner Brothers, mas o nome da Vitagraph continuou a ser usado como marca pela Warner Bros, até os anos cinquenta. O Flatbush studio (rebatizado Vitaphone) foi posteriormente usado como unidade independente dentro da Warner, especializando-se em curta-metragens com o aparecimento do cinema sonoro.
O nome Vitagraph foi brevemente ressuscitado nos anos 1960, no final dos desenhos animados da Warner Bros, Looney Tunes, com as palavras: "A Warner Bros. Cartoon/ A Vitagraph Release". Merrie Melodies, do mesmo período, teve o mesmo dizer no fim, com as palavras: "A Vitaphone Release". Isso pode ter sido feito para proteger a propriedade do estúdio sobre os dois nomes comerciais já extintos.

## Filmes notáveis
- Adventures of Sherlock Holmes; or, Held for Ransom (1905)
- San Francisco Earthquake and Fire (1906) (diversos curta-metragens)
- Princess Nicotine; or, The Smoke Fairy (1909)
- Uncle Tom's Cabin (1910)
- The Life of Moses (1910)
- Vanity Fair (1911)
- The Battle Cry of Peace (1915)
- The Juggernaut (1915)

## Seriados
- The Fates and Flora Fourflush (1915)
- The Goddess (1915)
- The Fighting Trail (1917)
- The Secret Kingdom (1916)
- Vengeance and the Woman (1917)
- A Fight for Millions (1918)
- The Iron Test (1918)
- A Woman in the Web (1918)
- Man of Might (1919)
- Smashing Barriers (1919)
- Hidde Dangers (1920)
- The Invisible Hand (1920)
- The Silent Avenger (1920)
- The Veiled Mystery (1920)
- Breaking Through (1921)
- Fighting Fate (1921)
- The Purple Riders (1921)